# Daria Semcov
Daria „Dascha“ Semcov (* 30. März 1988 als Daria Semcova) ist eine deutsche Journalistin und Fernsehmoderatorin. Seit 2013 ist sie als Journalistin bei RTL West tätig.

## Ausbildung
Zwischen September 2009 und Dezember 2012 studierte Semcov Modejournalismus und Medienkommunikation an der Modeakadie AMD Düsseldorf.

## Teilnahme an Deutschland sucht den Superstar
Semcov nahm an der dritten Staffel von Deutschland sucht den Superstar teil. Sie erhielt in der zweiten Mottoshow am 14. Januar 2006 nur 3,5 % der Anrufe der Zuschauer und schied somit aus dem Musikwettbewerb aus. Semcov belegte den neunten Platz.

## TV-Reporterin und Moderatorin
Semcovs Karriere als TV-Reporterin begann 2013 mit einem achtmonatigen Praktikum bei RTL West. Anschließend machte sie ein Volontariat bei dem Regionalsender. Seit Oktober 2015 arbeitet sie als Redakteurin und Reporterin für RTL West.
Im Juli 2017 moderierte sie die NRW-Nachrichtensendung erstmals. Seitdem gehört sie neben Chefmoderatorin Claudia Hessel und Sebastian Reddig zum Moderatorenteam.